# 1950年の国際連合事務総長の選出
1950年の国際連合事務総長の選出は、朝鮮戦争により冷戦が熱を帯びる中で行われた。ソビエト連邦はトリグブ・リーの再選に拒否権を行使し、他の候補者に投票すると宣言した。しかし、アメリカ合衆国はリーが事務総長を続けなければならないと主張し、他の候補者には棄権するよう圧力をかけた。中南米の候補者が十分な票数を獲得しそうになると、アメリカは国連発足以来初めて拒否権を行使すると脅迫した。2回目の投票の結果、過半数を獲得した候補者はいなかったため、安全保障理事会は総会に対し、勧告の合意ができなかったことを伝えた。総会はリーの任期を3年間延長することを決議した。
安全保障理事会で拒否権が行使されたにもかかわらず、総会が事務総長職を決定したのは、この1950年の選出が唯一の例である。ソ連はこの決定を違法とみなし、リーの当初の任期が満了した時点で事務総長職を空席として扱った。

## 背景
国際連合事務総長は、安全保障理事会の勧告に基づき、総会で任命される。そのため、常任理事国は特定の候補者に対して拒否権を行使することができる。1946年の第1回の事務総長の選出では、ソ連はカナダのレスター・B・ピアソンに対し拒否権を行使した。安全保障理事会は妥協して、ノルウェーのトリグブ・リーを初代事務総長に選出した。
リーの5年間の任期満了が近づくにつれ、その行動は冷戦の両陣営からの反発を招いた。1949年に国共内戦が中国共産党の勝利に終わると、リーは共産党政府（中華人民共和国）の国連加盟を支持した。国民党政府（中華民国）の国連大使は1950年5月31日の記者会見で、リーを非難し、リーの再選に対して拒否権を行使すると脅した。ただし、リーの任期を1年延長することには同意した。一方、ソ連は、中国の議席は中華人民共和国に与えるべきであるとして、国連の全ての会議をボイコットした。フランスは、ソ連が国連に復帰した場合はリーに投票するが、ソ連が国連を永久に脱退した場合は別の候補者を選ぶとしていた。
6月25日に朝鮮戦争が勃発した。ソ連は安保理の会議をボイコットしていたため、国連加盟国に韓国への軍事支援を求める決議83に対するソ連の拒否権が行使されず、同決議は採択された。リーが国連による韓国への介入を強く支持したことから、リーは共産主義国には受け入れられなかった。8月、持ち回りで議長国を務めることになったソ連が安保理に復帰した。ソ連の拒否権の行使に直面したリーの支持者は、1946年の勧告がまだ有効であるため、総会は安全保障理事会からの勧告を必要としないという新しい法理論を展開した。また、安全保障理事会の勧告がなくても、総会はリーの任期を延長できると主張した。
他の常任理事国3か国の間では、リーへの支持は弱かった。アメリカにとってリーは、完全に満足できるものではないが、概ねアメリカの意見に同調しているという評価だった。アメリカは、総会が1946年の総会決議を修正することでリーの任期をさらに5年間延長することができるという立場をとっていた。イギリスは、ソ連が国連から脱退した場合に「より受け入れやすい」事務総長を任命できるよう、リーの任期を2年以内の期間で延長することを希望していた。フランスは1年の延長を希望していたが、2年を上限とするイギリスの立場も支持していた。
9月12日、イギリスの国連大使はソ連の国連大使に事務総長職について打診した。イギリスは、ソ連が受け入れるのであれば、インドのアルコット・ラマサミー・ムダリアかギリジャー・シャンカール・バージパイに投票する用意があった。しかし、ソ連のヤコフ・マリク大使は何も言わず、アンドレイ・ヴィシンスキー外相もイギリスの大使と会おうとしなかった。
リーは5年の任期延長を希望していたが、「2年以上の任期は拒否する」と宣言して面目を保つことができるなら、2年の延長を受け入れるつもりだった。しかし、9月末頃になると、その無策ぶりに業を煮やし、安全保障理事会と総会に再選を辞退する旨の書簡を送ると脅してきた。最終的には書簡を送らないことで合意し、アメリカはイギリスとフランスに3年の任期延長を迫った。リーはその後、3年以上の任期延長はしないと公言した。

## 第1ラウンド

### 候補者
| 第1ラウンドの候補者 | 第1ラウンドの候補者      | 第1ラウンドの候補者      | 第1ラウンドの候補者  | 第1ラウンドの候補者 |
| ------------------- | ------------------------ | ------------------------ | -------------------- | ------------------- |
| 肖像                | 候補者                   | 地位                     | 地域グループ         |                     |
|                     | ジグムント・モゼレフスキ | ポーランド外務大臣       | 東ヨーロッパ・アジア |                     |
|                     | トリグブ・リー           | 国際連合事務総長（現職） | 西ヨーロッパ         |                     |

### 投票
10月12日、安全保障理事会が開かれ、投票が行われた。ポーランドのジグムント・モゼレフスキ外相については、賛成はソ連のみで、中国（国民党政府）が反対し、1-4-6で否決された。トリグブ・リーの再任には、ソ連が拒否権を行使し、中国が棄権して、9-1-1で否決された。
総会は10月19日に再開された。10月17日、ソ連のヤコブ・マリク大使がアメリカのウォーレン・オースティン大使を訪ねた。オースティンは、ソ連が「多数派の意思を妨害している」と非難し、マリクが以前、アメリカが選考について協議しようとした際に断ったことを指摘した。マリクは、安保理はこれまで2人の候補者にしか投票しておらず、別の候補者で合意することが「平和の大義」にかなうと主張した。しかしオースティンは、ソ連はリーの再選に同意することで「平和の大義」に貢献すべきだと述べた。マリクは、リーは"a firm niet"（断固としたニエット（ノー））を受けることになると答えた。

## 第2ラウンド

### インドの折衷案
10月18日、ソ連の要請を受けて安全保障理事会が開催された。ソ連のマリク大使は、安保理はまだ膠着状態ではなく、「特にラテンアメリカとアジアからの候補者を検討すべきだ」と繰り返し述べた。インドのB・N・ラウ大使は、安保理理事国11か国がそれぞれ2人の候補者を秘密裏に指名することを提案した。こうしてできた22人の候補者のリストから、常任理事国は受け入れられない候補者を抹消し、リストに残った候補者に対して投票を行う。イギリスとフランスの大使はこの方式を評価し、中国の大使も「満足のいく公正な」方式だと評価した。キューバ、エクアドル、エジプト、ソ連もインド案に賛成した。
アメリカはこの案に反対した。オースティン大使は、すでに9票を獲得しているリーが、ソ連によってリストから抹消されるのは確実だと指摘した。オースティンは、「話された言葉には価値がないのか? 誠実さはないのか?」と問うた。ノルウェーのアルネ・スンデ大使は、同胞を守るために熱弁をふるい、「リーを排除することは、朝鮮戦争におけるソ連の勝利に等しい」と主張した。

### 外交官の動き
このインドの提案を受けて、米ソは自国への支持を訴える外交活動を活発化させた。ソ連はいくつかの代表団に声をかけ、その国の候補者に投票することを申し出た。アメリカのディーン・アチソン国務長官は、「明確に表明された多数派の意見を封じ込めることで、安保理の威信を傷つけることになる」と述べ、他の安保理理事国にリーの堅持を迫った。
イギリス政府はインド案の採決には棄権するよう代表団に指示していたが、アメリカの意向を受け入れて、国連大使のヒューバート・マイルズ・グラッドウィン・ジェブに反対票を投じる権限を与えた。アメリカはイギリス連邦出身者が指名された場合のイギリスの投票を心配していたが、ジェブはすでにノルウェー大使に対して「イギリスはインド人が事務総長になることには興味がない」と伝えていた。フランス政府は国連大使に指示を出さず、自分の判断で投票できるようにした。
キューバは、他のラテンアメリカ諸国の政府が「調停の手段」としてインド案を支持しているにもかかわらず、アメリカにリーを引き続き支持すると伝えた。キューバの大使は、アメリカに対し、インド案を採用するが、リーの名前はリストから抹消しないという案を提案した。オースティンは、この「ソ連の作戦」を「トリックと罠」と非難し、朝鮮戦争が「勝利に近づいている」こと、そしてアメリカ議会は、まだ実績のない事務総長が指揮を執るこの活動に資金を提供し続けることをためらうだろうと述べた。オースティンは、「これは決して脅しではなく、単に状況を分析したものだ」と主張した。
安全保障理事会は10月20日と21日にこの問題を議論した。アメリカ、イギリス、キューバ、ノルウェー、ユーゴスラビアがインド案に反対したため、過半数に1票足りなかった。その後、ソ連が常任理事国によるさらなる協議を提案し、安保理は7-0-4の僅差でインド案に同意した。

### 候補者
| 第2ラウンドの候補者 | 第2ラウンドの候補者        | 第2ラウンドの候補者      | 第2ラウンドの候補者  | 第2ラウンドの候補者 |
| ------------------- | -------------------------- | ------------------------ | -------------------- | ------------------- |
| 肖像                | 候補者                     | 地位                     | 地域グループ         |                     |
|                     | B・N・ラウ                 | 安全保障理事会インド代表 | 東ヨーロッパ・アジア |                     |
|                     | チャールズ・マリク         | レバノン国連大使         | 東ヨーロッパ・アジア |                     |
|                     | ルイス・パディーラ・ネルボ | メキシコ国連大使         | ラテンアメリカ       |                     |
|                     | カルロス・P・ロムロ        | 元国際連合総会議長       | 東ヨーロッパ・アジア |                     |

### 各国政府からの指示
10月23日、常任理事国は協議のために会合を開いた。ソ連はメキシコのルイス・パディーラ・ネルボ、レバノンのチャールズ・マリク、インドのB・N・ラウを指名した。中国はフィリピンのカルロス・P・ロムロを指名した。アメリカはリーのみを支持すると述べた。イギリスはリーを支持していたが、他の候補者に対して拒否権を行使しなかった。ソ連はリー以外の候補者に投票するつもりだった。中国は、パディーラ・ネルボ、マリク、ロムロのいずれかに投票するつもりだった。フランスは、安全保障理事会で7票を獲得できる候補者ならば、誰にでも投票するつもりだった。
アメリカはフランスの立場を心配して、フランス政府に指示を変えるように迫った。アメリカは、他の候補者、特にパディーラ・ネルボに辞退を求めた。キューバとエクアドルがラテンアメリカの候補者に投票することが期待できたため、パディーラ・ネルボは安全保障理事会で少なくとも6票を獲得し、フランスの投票で7票の過半数を得ることができた。ディーン・アチソン国務長官は、「ラテンアメリカの候補者はアメリカには受け入れられない」と断言し、ラテンアメリカ諸国について「アメリカの拒否権に突き当たって非常に恥ずかしい思いをすることになるだろう」と述べた。ハリー・S・トルーマン大統領もアチソンに同意し、拒否権の行使を認めた。アチソンはアメリカ代表団に、国連でのソ連の勝利が「朝鮮半島での我々の勝利を損ねるようなことがあってはならない」と指示した。
アメリカはそれまで、自国の安全保障が脅かされる場合以外は拒否権を行使しないと表明していたため、この拒否権行使の脅迫は物議を醸した。しかし、これによりラテンアメリカ諸国はアメリカ支持に回った。フランスが国連大使に「リー以外の候補者には棄権するように」と指示し、パディーラ・ネルボが辞退したことで、アメリカの立場はより強くなった。しかし、チャールズ・マリクは、ソ連が反共産主義者の候補者にも投票を申し出ていることを指摘し、「このような珍しい現象を利用する機会を軽々しく逃すべきではない」と述べた。

### 投票
10月25日、安全保障理事会の秘密会合が開かれた。フランスがパディーラ・ネルボの辞退を発表し、B・N・ラウも辞退を申し出た。アメリカのオースティン大使は、「朝鮮戦争で亡くなった人々の両親にどのような答えを出せばいいのだろうか」と考えていた。ソ連のマリク大使は、リーを「マッカーサーとアメリカの独占主義者の手先」と呼び、拒否権を行使しないという「広く宣伝された立場」を放棄したとしてアメリカを攻撃した。そしてマリクは、残りの候補者に対する安保理の投票を要求した。
チャールズ・マリク、カルロス・P・ロムロは4-0-7で否決された。賛成したのはエジプト、インド、中国、ソ連で、他の国は棄権した。
その後、安保理は、合意に至らなかったことを報告する書簡を総会に送ることを7-1-3で決定した。ソ連はこの決定に反対したが、手続き事項であるため拒否権の行使はできなかった。

### リーの任期の延長
10月30日の安全保障理事会で、ソ連は総会に事務総長の任命を延期するよう求める決議案を提出した。ソ連の提案は1-7-3で否決された。その後ソ連は、総会での任期延長は「国連憲章を回避するための人為的な工作」であるとして、1951年2月2日にトリグブ・リーの1期目の任期が終了した後は、リーを事務総長として認めないことを公式に発表した。
総会では、10月31日と11月1日に事務総長の任命が行われた。アメリカのオースティン大使は、リーの「朝鮮半島への侵略に対抗する姿勢」を称賛し、ソ連のビシンスキー外相は、「今回の投票は国連をあざ笑うものだ」と述べた。総会では、ソ連側の質問延期案を37-9-11で否決した。また、「事務総長の任命プロセスを研究し、解決策を講じる」というイラクの提案は35-15-7で否決された。
最後に総会は、リーの任期を3年延長して1954年2月2日までとすることを46-5-8で採択した。反対票を投じたのはソビエト圏の5か国だけだった。アラブの6か国は、パレスチナに関してリーが、イスラエルのパレスチナ人に対する行動を北朝鮮の韓国侵攻になぞらえていたため、投票を棄権した。中国も投票を棄権し、オーストラリアは国連憲章を無視した違法な投票であるとして棄権した。

## その後
10月25日の安全保障理事会で、アメリカのオースティン大使は、朝鮮戦争における国連の勝利を自信を持って予測していた。オースティンは、朝鮮半島の戦後の復興を監督するためには、リーが在任している必要があると話した。しかし、その時すでに、朝鮮戦争を膠着状態にすることになる出来事が進行していた。同日、中国人民解放軍が朝鮮戦争に参戦し、国連軍との間で温井の戦いと雲山の戦いが勃発していた。同年12月末までに、国連軍は38度線の南側まで退却した。朝鮮戦争は1951年半ばには膠着状態に陥った。リーは1952年11月10日、「今こそ国連にダメージを与えずに去ることができると確信している」と宣言し、辞任を表明した。これにより、1953年3月に事務総長の選出が行われた。
1950年の選出は、安全保障理事会の勧告なしに総会が事務総長を投票で決めた唯一の例となっている。それ以降の選出では、拒否権は尊重されている。1996年の選出では、ブトロス・ブトロス＝ガーリの再選出は、投票では14-1-0で過半数の得票を得ていたが、アメリカが拒否権を行使した。ブトロス＝ガーリの支持者は、1950年にアメリカが取った前例を利用して、この問題を総会に持ち込むことを望んでいた。フランスはブトロス＝ガーリの任期の2年延長を総会で決議しようとしたが、安保理での2週間の膠着状態が続いた後、ブトロス＝ガーリは立候補を辞退した。これ以降、拒否権を使って事務総長の選出を阻止することに異議を唱える声は上がっていない。

## 情報源
- The United Nations; The Western Hemisphere, Foreign Relations of the United States, 1950, Volume II, Washington: United States Government Printing Office, (1976)